# Lợn Landrace Hoa Kỳ
Lợn Landrace Hoa Kỳ (tiếng Anh:American Landrace) là một giống lợn nhà có kích thước từ trung bình đến lớn có màu trắng, với thân dài, lông mịn, mõm dài và tai nặng, rủ xuống. Chúng được nhân giống với mục đích nuôi lấy thịt.
Lợn Landrace Hoa Kỳ có nguồn gốc từ giống Lợn Landrace Đan Mạch có nguồn gốc từ Đan Mạch năm 1895. Đầu những năm 1930, Bộ Nông nghiệp Hoa Kỳ (USDA) đã ký thỏa thuận với Bộ Ngoại giao Đan Mạch để mua 24 con lợn Landrace Đan Mạch để sử dụng cho các nghiên cứu về lợn, với quy định rằng họ sẽ không nhân giống lợn này dưới vai trò là một giống thuần chủng với mục đích. Những con lợn Landrace này sau đó được sử dụng trong rất nhiều so sánh với giống lợn Mỹ. Năm 1949, khi có kiến nghị của USDA, Đan Mạch đã giải phóng Hoa Kỳ khỏi các hạn chế về chăn nuôi. Hiệp hội Landrace Hoa Kỳ được thành lập vào năm 1950, và giống Landrace Hoa Kỳ được thành lập từ các giống lai với nguồn giống Na Uy và Thụy Điển, Landrace Thụy Điển và Landrace Na Uy, với một dòng màu Lợn Ba Lan Trung Quốc, một giống lợn có nguồn gốc ở Ohio.

## Đặc điểm
American Landrace là giống lợn trắng, dài, ít mỡ với 16 hoặc 17 xương sườn. Đầu dài, thon, tai lớn và nặng và rũ về phía trước gần mõm. Phía sau đầu chỉ hơi cong hoặc gần như bằng phẳng. Phần bên cạnh thậm chí còn có thịt và đùi đầy đặn nhưng không quá béo. Lợn nái sản sinh nhiều sữa, cho con bú đạt đỉnh điểm sau 5 tuần, điều này khá muộn so với trường hợp ở hầu hết các giống. Chúng rất sung mãn với khả năng làm mẹ tốt.